# 629–620 př. n. l.

## Události
- 626 – Nabopolassar se vzbouřil proti asyrské nadvládě a založil Novobabylonskou říši.
- 626 – Médové a Babyloňané zaútočili na Ninive.
- 625 – Vyhnání Skythů z Malé Asie
- 621 – Drakónovy zákony – sepsání zvykového práva Athén, známé svou přísností

## Narození
- 624 – V Milétu se narodil filosof Thalés

## Úmrtí
- Deioklés, sjednotitel Médie

## Hlavy států
- Médie – Madios († 625 př. n. l.), poté Kyaxarés II.
- Babylon – Nabopolassar (od 625 př. n. l.)
- Urartu – Erimena
- Asýrie – Aššurbanipal († 627 př. n. l.), poté Aššur-etel-iláni
- Egypt – Psammetik I.